# Danmarks tronstol
Danmarks tronstol (også kaldet salvingsstol, kroningsstol) er en fysisk repræsentation for tronen i kongeriget Danmark (siden 1671) og tronen i kongeriget Norge (mellem 1671 og 1814).
Ifølge legenden blev tronstolen lavet af horn fra enhjørning. I virkeligheden er den fremstillet af narhvaltand. Den blev bevogtet af tre løver i sølv, baseret på en bibelsk reference, og var et symbol på absolut monarki på Danmark-Norge.
Tronstolen står på Rosenborg Slot i København.

## Historie

### Tronstol
Efter introduktionen af absolut monarki i Danmark og Norge i 1660, bestilte Frederik 3. (regerede 1648-1670) en tronstol. Tronen blev fremstillet mellem 1662 og 1671 af Bendix Grodtschilling. Under Christian 5.'s regeringstid (1670-1699) blev de forgyldte figurer tilføjet.
Både tronstolen og sølvløverne blev inspireret af den bibelske kong Salomons trone, som blev bevogtet af 12 løver, som beskrevet i Første Kongebog, kapitel 10:
 18 Endvidere lod kongen fremstille en stor elfenbenstrone og beklædte den med gedigent guld. 19 Tronen havde seks trin, ryglænet var foroven rundet bagud, på begge sider af sædet var der armlæn, og ved hvert armlæn stod en løve. 20 På de seks trin stod der tolv løver, seks på hver side. Magen til fandtes ikke i noget kongerige.

Tronstolen blev brugt til kroninger mellem 1671 og 1840. Siden det absolutte monarki blev erstattet med konstitutionelt monarki i 1849 er ingen af de regerende danske konger og dronninger blevet kronet eller salvet, og tronstolen mistede derfor sin funktion.
Selvom Norge formelt var et uafhængigt rige med dets egen trone, var Danmarks tronstol de facto også Norges indtil 1814.

### Løver
Tronstolen er bevogtet af tre løver udført i sølv. De lavet i naturlig størrelse og hver af dem vejer 130 kg. Deres øjne, manke og bagdel er dækket af rent guld. De blev fremstillet mellem 1665 og 1670 af Ferdinand Kübich.
Den 20. november 1905, da delegerede fra Norges storting kom til Christian 7.s Palæ på Amalienborg for at tilbyde prins Carl Norges trone, mødtes de, og stoppede ved løverne. Denne historiske begivenhed blev foreviget af fotografen Peter Elfelt. Baseret på Elfelts fotografi malede Paul Fischer et berømte billede af scenen. Adskillige versioner af maleriet har eksisteret, heriblandt i Kongeslottet i Oslo.
Sølvløverne bruges stadig udenfor Rosenborg, hovedsageligt til at beskytte kongernes castrum doloris.

## Galleri
- Kong Christian 5. salves i 1671
Af Michael von Haven (1671)
- Kroningen af kong Frederik 6. i 1815.
Af en ukendt kunstner (1815)
- Sølvløverne foran Christian 5.'s castrum doloris i 1766.
Af en ukendt kunstner (1766?)